# Rho Fornacis
Rho Fornacis (ρ For) es una estrella de magnitud aparente +5,54 en la constelación de Fornax, el horno.
Se encuentra, de acuerdo a la nueva reducción de los datos de paralaje de Hipparcos, a 269 años luz del sistema solar.
Rho Fornacis es una gigante amarillo-anaranjada de tipo espectral G6III con una temperatura efectiva de 4884 K.
Es similar, aunque algo más caliente, que β Fornacis y π Fornacis, estrellas también en Fornax.
El diámetro de Rho Fornacis es 9,9 veces más grande que el diámetro solar pero su masa es apenas un 1% mayor que la del Sol.
Su edad se estima en 5180 ± 3170 millones de años.
Rho Fornacis es una estrella del disco grueso, a diferencia de la mayor parte de estrellas de nuestro entorno. Arturo (α Bootis) y ε Fornacis, esta última en esta misma constelación, son ejemplos de estrellas del disco grueso.
La excentricidad de su órbita en torno al centro galáctico (e = 0,56) es considerablemente mayor que la del Sol (e = 0,16), estrella del disco fino.
En consecuencia, muestra una baja metalicidad —abundancia relativa de elementos más pesados que el helio—, inferior a la mitad de la solar ([Fe/H] = -0,35).
Elementos como aluminio, calcio y sodio son igualmente deficitarios.
Como en otras estrellas semejantes, la relación oxígeno/hierro es mayor que en el Sol ([O/H] = 0,33).